# 7038 Токородзава
7038 Токородзава (7038 Tokorozawa, 1995 DJ2, 1953 TS1, 1981 SJ9, 1989 BU1, 1989 CG4, 1992 OL2) — астероїд головного поясу.
Тіссеранів параметр щодо Юпітера — 3,171.